# Первенство РСФСР по футболу среди клубных команд
Первенство РСФСР по футболу среди клубных команд — футбольные соревнования, проводившиеся в РСФСР среди клубов РСФСР в рамках лиг уровня D2 и D3 чемпионата СССР.
С 1959 по 1969 годы звание чемпиона РСФСР оспаривали команды класса «Б», в 1970 году — команды второй группы, с 1971 по 1991 годы — команды второй лиги чемпионата СССР.
В сезонах 1959—1962 турнир являлся одновременно финалом для выхода команд в класс «А». В сезонах 1963—1970 финалом для выхода во вторую группу класса «А», а в сезонах 1971—1975 годах — чемпион РСФСР определялся в матчах российских команд — участников финальных турниров для выхода в первую лигу (в 1974 и 1975 годах от РСФСР в финальном турнире участвовало всего по две команды). В 1970 и с 1976 года звание чемпиона РСФСР разыгрывалось в отдельном турнире, проводившемся по окончании зональных турниров чемпионата СССР во второй лиге.
В 1978 году звание чемпиона РСФСР было присвоено по итогам Спартакиады народов РСФСР, в 1979 году и 1982 году чемпион РСФСР не определялся из-за Спартакиады народов СССР. В 1990 году турнир не был проведен, а звание «чемпиона РСФСР» было разыграно летом 1991 года в 2-х раундовом противостоянии между лучшей российской командой второй лиги «Крыльями Советов» и первой лиги «Ротор».

## Призёры
| Год  | Место проведения | Чемпион РСФСР                | Второе место                 | Третье место                |
| ---- | ---------------- | ---------------------------- | ---------------------------- | --------------------------- |
| 1959 | Грозный          | Адмиралтеец (Ленинград)      | Трудовые резервы (Ленинград) | Труд (Воронеж)              |
| 1960 | Шахты            | Труд (Воронеж)               | Иртыш (Омск)                 | Волга (Калинин)             |
| 1961 | Краснодар        | Крылья Советов (Куйбышев)    | Терек (Грозный)              | Динамо (Киров)              |
| 1962 | Краснодар        | Спартак (Краснодар)          | Труд (Воронеж)               | Уралмаш (Свердловск)        |
| 1963 | Орджоникидзе     | Волга (Калинин)              | Динамо (Киров)               | Звезда (Серпухов)           |
| 1964 | Грозный          | Ростсельмаш (Ростов-на-Дону) | Терек (Грозный)              | Текстильщик (Иваново)       |
| 1965 | Нальчик          | Спартак (Нальчик)            | Рубин (Казань)               | Сокол (Саратов)             |
| 1966 | Орджоникидзе     | Локомотив (Калуга)           | Спартак (Орджоникидзе)       | Металлург (Тула)            |
| 1967 | Махачкала        | Динамо (Махачкала)           | Волга (Ульяновск)            | Волгарь (Астрахань)         |
| 1968 | Пятигорск        | Машук (Пятигорск)            | Калининец (Свердловск)       | Спартак (Белгород)          |
| 1969 | Майкоп           | Дружба (Майкоп)              | Сатурн (Рыбинск)             | Искра (Смоленск)            |
| 1970 | Нальчик          | Автомобилист (Нальчик)       | Спартак (Йошкар-Ола)         | Кузбасс (Кемерово)          |
| 1971 | Сочи             | Звезда (Пермь)               | Автомобилист (Нальчик)       | Искра (Смоленск)            |
| 1972 | Сочи             | Кузбасс (Кемерово)           | Металлург (Липецк)           | Амур (Благовещенск)         |
| 1973 | Сочи             | Кубань (Краснодар)           | Искра (Смоленск)             | Уралмаш (Свердловск)        |
| 1974 | Сочи             | Терек (Грозный)              | Рубин (Казань)               |                             |
| 1975 | Чимкент          | Динамо (Махачкала)           | Терек (Грозный)              |                             |
| 1976 | Сочи             | Искра (Смоленск)             | Уралмаш (Свердловск)         | Динамо (Ленинград)          |
| 1977 | Сочи             | Локомотив (Калуга)           | Факел (Воронеж)              | СКА (Хабаровск)             |
| 1978 | Воронеж          | Воронежская область          | Ставропольский край          | Краснодарский край          |
| 1979 | не проводился    | не проводился                | не проводился                | не проводился               |
| 1980 | Сочи             | Ротор (Волгоград)            | Звезда (Пермь)               | Торпедо (Тольятти)          |
| 1981 | Сочи             | Динамо (Киров)               | Текстильщик (Иваново)        | Динамо (Барнаул)            |
| 1982 | не проводился    | не проводился                | не проводился                | не проводился               |
| 1983 | Сочи             | Крылья Советов (Куйбышев)    | Спартак (Орджоникидзе)       | Знамя труда (Орехово-Зуево) |
| 1984 | Сочи             | Зоркий (Красногорск)         | Балтика (Калининград)        | Крылья Советов (Куйбышев)   |
| 1985 | Сочи             | Геолог (Тюмень)              | Ростсельмаш (Ростов-на-Дону) | Динамо (Брянск)             |
| 1986 | Новороссийск     | Металлург (Липецк)           | Сокол (Саратов)              | Крылья Советов (Куйбышев)   |
| 1987 | Майкоп           | Кубань (Краснодар)           | Звезда (Пермь)               | Текстильщик (Иваново)       |
| 1988 | Майкоп           | Цемент (Новороссийск)        | Уралмаш (Свердловск)         | Динамо (Брянск)             |
| 1989 | Майкоп           | Динамо (Брянск)              | Цемент (Новороссийск)        | Текстильщик (Камышин)       |
| 1990 | не проводился    | не проводился                | не проводился                | не проводился               |
| 1991 | Самара/Волгоград | Крылья Советов (Самара)      | Ротор (Волгоград)            | —                           |

## Достижения клубов
| Команда                      | Чемпион РСФСР        | Второе место         | Третье место   | Всего |
| ---------------------------- | -------------------- | -------------------- | -------------- | ----- |
| «Крылья Советов» Самара      | 3 (1961, 1983, 1991) | —                    | 2 (1984, 1986) | 5     |
| «Кубань» Краснодар           | 3 (1962, 1973, 1987) | —                    | —              | 3     |
| «Спартак» Нальчик            | 2 (1965, 1970)       | 1 (1971)             | 1 (1991)       | 4     |
| «Локомотив» Калуга           | 2 (1966, 1977)       | —                    | —              | 2     |
| «Динамо» Махачкала           | 2 (1967, 1975)       | —                    | —              | 2     |
| «Ахмат» Грозный              | 1 (1974)             | 3 (1961, 1964, 1975) | —              | 4     |
| «Факел» Воронеж              | 1 (1960)             | 2 (1962, 1977)       | 1 (1959)       | 3     |
| «Звезда» Пермь               | 1 (1971)             | 2 (1980, 1987)       | —              | 3     |
| «Динамо» Киров               | 1 (1981)             | 1 (1963)             | 1 (1961)       | 3     |
| «Искра» Смоленск             | 1 (1976)             | 1 (1973)             | 1 (1969)       | 3     |
| «Черноморец» Новороссийск    | 1 (1988)             | 1 (1989)             | —              | 2     |
| «Металлург» Липецк           | 1 (1986)             | 1 (1972)             | —              | 2     |
| «Ростов» Ростов-на-Дону      | 1 (1964)             | 1 (1985)             | —              | 2     |
| «Динамо» Брянск              | 1 (1989)             | —                    | 2 (1986, 1988) | 3     |
| «Кузбасс» Кемерово           | 1 (1972)             | —                    | 1 (1970)       | 2     |
| «Волга» Тверь                | 1 (1963)             | —                    | 1 (1960)       | 2     |
| «Тюмень» Тюмень              | 1 (1986)             | —                    | —              | 1     |
| «Зоркий» Красногорск         | 1 (1984)             | —                    | —              | 1     |
| «Ротор» Волгоград            | 1 (1980)             | —                    | —              | 1     |
| «Дружба» Майкоп              | 1 (1969)             | —                    | —              | 1     |
| «Адмиралтеец» Ленинград      | 1 (1959)             | —                    | —              | 1     |
| «Урал» Екатеринбург          | —                    | 2 (1976, 1988)       | 2 (1962, 1973) | 4     |
| «Рубин» Казань               | —                    | 2 (1965, 1974)       | —              | 2     |
| «Алания» Владикавказ         | —                    | 2 (1966, 1983)       | —              | 2     |
| «Текстильщик» Иваново        | —                    | 1 (1981)             | 2 (1964, 1987) | 3     |
| «Сокол» Саратов              | —                    | 1 (1986)             | 1 (1965)       | 2     |
| «Спартак» Анапа              | —                    | 1 (1991)             | —              | 1     |
| «Балтика» Калиниград         | —                    | 1 (1984)             | —              | 1     |
| «Спартак» Йошкар-Ола         | —                    | 1 (1970)             | —              | 1     |
| «Сатурн» Рыбинск             | —                    | 1 (1969)             | —              | 1     |
| «Калининец» Свердловск       | —                    | 1 (1968)             | —              | 1     |
| «Волга» Ульяновск            | —                    | 1 (1967)             | —              | 1     |
| «Иртыш» Омск                 | —                    | 1 (1960)             | —              | 1     |
| «Трудовые резервы» Ленинград | —                    | 1 (1959)             | —              | 1     |